# The Brick Testament
The Brick Testament ist ein Projekt der US-Amerikanerin Elbe Spurling (* 7. September 1973 als Brendan Powell Smith) zur Nachbildung von Bibelgeschichten mittels Legobausteinen (engl. bricks).
Die Bilder des Projekts illustrieren Auszüge des Alten und des Neuen Testaments, wobei Kapitel und Vers stets angegeben sind. Der Text basiert auf diversen gemeinfreien Bibelausgaben. In einigen Bildern fügte Smith den Figuren Sprechblasen mit eigenen Äußerungen hinzu. Die Geschichten sind mit Codes versehen, um potenziell für Kinder ungeeignete Geschichten zu kennzeichnen.
Elbe Spurling, eine Atheistin, las die Bibel während ihrer Studienzeit. Sie begann 2001 damit, Fotos von nachgestellten Bibelszenen auf ihrer privaten Website zu veröffentlichen. Innerhalb von zwei Jahren erreichte die Website knapp zwei Millionen Besucher. Ihre Motivation für das Projekt beschrieb sie folgendermaßen:
„Falls es einen unausgesprochenen Beweggrund für die Website gibt, so besteht er darin, all jene, die an einen allgütigen, barmherzigen, Familienwerte unterstützenden Gott glauben, mit den barbarischen, abscheulichen und grotesken Geschichten des göttlich inspirierten Buches, das ihrer Religion zugrunde liegt, zu konfrontieren. Außerdem ist es ein cooles Lego-Projekt und so.“
Ein Grundsatz des Projektes ist es, die Geschichten der Bibel so zu präsentieren, wie der Text sie wiedergibt, ohne sie zu beschönigen. The Brick Testament wurde von der Presse als kindlich, verstörend, zynisch oder komisch bezeichnet. Die Bilder des Projekts werden auch von Geistlichen im Rahmen von kindertheologischen Veranstaltungen verwendet.
Teile des Brick Testaments wurden in mehreren Ländern als Buchreihe veröffentlicht, wobei Sex- und Gewaltszenen zum Teil abgeschwächt wurden.